# Dragiša Binić
Dragiša Binić (n. 20 octombrie 1961, Kruševac, RP Serbia, RSF Iugoslavia) este un fost fotbalist sârb.
Între 1990 și 1991, Binić a jucat 3 meciuri pentru echipa națională a Iugoslaviei.

## Statistici
| Iugoslavia | Iugoslavia | Iugoslavia |
| An         | Meciuri    | Goluri     |
| ---------- | ---------- | ---------- |
| 1990       | 1          | 0          |
| 1991       | 2          | 1          |
| Total      | 3          | 1          |